# Pravěké lékařství
Pravěké lékařství je datováno do doby před vznikem písma a dokumentací dějin lékařství. Začíná samoléčením jedince, poté léčbou za pomoci ostatních a končí u pomoci od „profesionála“. K léčení se využívala voda – oplachování ran, chladivý zábal, minerální voda a spolu s léčivými bylinami výroba mastí. Léčeny byly také úrazy jako těžké krvácení a zlomeniny (fixací a zabalením do sádry z jílu). K operativním zákrokům patřilo vytržení zubu či trepanace (otevření lebky, možná bylo prováděno lidem s bolestmi hlavy a epilepsií).
Měkké tkáně se pro zjištění nemocí až na výjimky nedochovaly, tudíž lze zkoumat úrazy, vnější zásahy a záněty na dochovaných kostech a zubech. Z kosterních nálezů lze zjistit, zda bylo zranění smrtelné, nebo vyhojené. Archeologii s touto problematikou pomáhá paleopatologie a paleodemografie.
Zdraví v pravěku ovlivňovaly vnější podmínky jako hygiena, hustota osídlení nebo způsob obživy. Lidé trpěli deformací kostí, například spondylózou, ta byla nejspíš zaviněna přesouváním kamenů, které extrémně zatěžovalo záda. K dalším deformacím kostí docházelo kvůli nedostatku vitamínů a živin (rachitida). Dále lze z pozůstatků vyčíst záněty kostí, metabolické poruchy a kazivost zubů, která nebyla tak vysoká jako v pozdějších obdobích. Lze předpokládat, že zejména v průběhu neolitické revoluce, kdy probíhalo osidlování, rozvoj zemědělství a chovu zvířat, docházelo k šíření nových nemocí, vyššímu výskytu epidemií a parazitárních onemocnění (např. tasemnice, neštovice, tuberkulóza a svrab).
Spolu s racionálním přístupem existovala magicko-animistická koncepce, kterou se zabývali šamani, medicinmani a později kněží. Léčili pomocí amuletů, zaříkávání, vykuřování, hudby apod. Věřili, že nemocné tělo je posedlé zlými duchy, které je nutné vyhnat.